# Bure Holmbäck (jägmästare)
Magnue Bure Holmbäck, född 2 november 1888 i Östersund, död 5 maj 1956 i Uppsala, var en svensk jägmästare och företagsledare.
Bure Holmbäck var son till läroverksadjunkten Magnus Holmbäck. Efter mogenhetsexamen i Östersund 1906 utexaminerades han från Skogsinstitutet 1911 och blev extra jägmästare 1912 samt extraordinarie tjänsteman i Domänstyrelsen samma år. Efter några års statstjänst i Norrland tillträdde han 1918 tjänsten som skogschefsassistent hos Kramfors AB och blev 1923 skogschef vid Holmsunds AB. 1927 övergick han till Munksunds AB och blev 1936 VD för detta bolag med dotterbolag. Från 1944 var han ordförande i handelskammaren för Norrbottens och Västerbottens län. Han var sakkunnig i 1936 års skogsutredning samt var ledamot i styrelsen för Skogshögskolan och Statens skogsförsöksanstalt från 1940 och i Skogsstyrelsen från 1941. 1939 blev han ordförande i kristidsstyrelsen för Norrbottens län och 1944 ledamot av Norrlandskommittén